# Lőre
A lőre vagy csiger (napjainkban a franciából átvett piquette) szőlőből készült, a bornál alacsonyabb alkoholtartalmú ital.

## Készítése
A törkölyt (a szőlőfürtök kipréselése után visszamaradt szilárd szár-, héj- és magrészeket) leöntik vízzel, majd néhány óra múlva ismét újra kisajtolják, és az így nyert levet kierjesztik – ma már gyakran cukor hozzáadásával. Ha a kisajtolt léhez annyi cukrot adunk, hogy a cukortartalma erjedés előtt 18% körül legyen, akkor már nem lőrét, hanem törkölybort kapunk.

## Története
A lőre sok magyarországi borvidéken, például Egerben vagy Hegyalján a szőlősgazdák közönséges, mindennapos itala volt, a napszámosoknak, fejenként 1 liter/nap ilyen ital járt a kialkudott béren felül, ezért azt kapásbornak is nevezik.
Magyarországon a 14–15. század körül terjedt el. Sokáig a törkölypálinkát sem közvetlenül törkölyből, hanem csigerből főzték, mert a szabályozható kemencék, illetve a duplafenekű üstök elterjedéséig a szilárd részek gyakran odaégtek szeszfőzés közben.
Napjainkban piquette néven divatos, mely a gyümölcsös, fröccsszerű ízével kellemes nyári ital.